# Quirnbach/Pfalz
Quirnbach/Pfalz ist eine Ortsgemeinde im Landkreis Kusel in Rheinland-Pfalz. Sie gehört der Verbandsgemeinde Oberes Glantal an, innerhalb derer sie gemessen an der Einwohnerzahl die kleinste Ortsgemeinde darstellt. Zu der in der Westpfalz liegenden Gemeinde gehört seit 1975 der Ortsteil Liebsthal, der zuvor eine selbständige Gemeinde war.
Nachweislich werden seit 1444 in Quirnbach Märkte abgehalten. Der bekannteste Markt und ebenso der einzige, der bis in die Gegenwart abgehalten wird, ist der Quirnbacher Pferdemarkt.

## Geographie
Quirnbach liegt inmitten des Nordpfälzer Bergland. Zum Gemeindegebiet gehören zusätzlich die Ortsteile und Wohnplätze Liebsthal, Gärtnerei Rietz, Delmeshof, Haus Adrian und Bergwiesenhof. Vor Ort existiert die sogenannte Quirnbach-Formation. Nachbargemeinden sind – im Uhrzeigersinn – Rehweiler, Glan-Münchweiler, Henschtal, Wahnwegen und Hüffler.
Durch den Ort verläuft außerdem der Wehrbach, der von links in den Henschbach mündet. Letzterer bildet zugleich die südliche Gemarkungsgrenze.

## Geschichte
Quirnbach wurde im Jahr 1152 als Querenbach erstmals urkundlich erwähnt, Liebsthal wurde 1349 als Lybestatt erstmals genannt. Zunächst zur Grafschaft Veldenz zugehörig, gelangte Quirnbach 1444 an Pfalz-Zweibrücken. Im gleichen Jahr wurden erstmals die Quirnbacher Märkte erwähnt.
Von 1798 bis 1814, als die Pfalz Teil der Französischen Republik (bis 1804) und anschließend Teil des Napoleonischen Kaiserreichs war, war der Ort in den zum Arrondissement de Birkenfeld gehörenden Kanton Kusel eingegliedert und Sitz einer Mairie. 1815 gehörte Quirnbach zunächst zu Österreich. Nach dem Wiener Kongress wurde er ein Jahr später dem Bayern zugeschlagen. Von 1818 bis 1862 gehörte die Gemeinde weiterhin dem Kanton Wolfstein an und war Bestandteil des Landkommissariat Kusel, das anschließend in ein Bezirksamt umgewandelt wurde. Seit 1877 wurde ein reiner Pferdemarkt durchgeführt.
1939 wurde der Ort in den Landkreis Kusel eingegliedert. Nach dem Zweiten Weltkrieg wurde Quirnbach innerhalb der französischen Besatzungszone Teil des damals neu gebildeten Landes Rheinland-Pfalz. Im Zuge der ersten rheinland-pfälzischen Verwaltungsreform wurde die Gemeinde 1972 Bestandteil der Verbandsgemeinde Glan-Münchweiler. Am 9. März 1975 wurde die Gemeinde Quirnbach bei Kusel in ihrer gegenwärtigen Form aus den aufgelösten Gemeinden Liebsthal und Quirnbach bei Kusel neu gebildet und am 1. Mai 1976 in Quirnbach/Pfalz umbenannt. Seit 2017 gehört der die Gemeinde zur Verbandsgemeinde Oberes Glantal.
Bei dem Ortsteil Liebsthal befand sich eine mittelalterliche Höhenburg, die Burg Liebsthal.

## Politik

### Bürgermeister
Stefanie Körbel wurde am 11. Dezember 2014 Ortsbürgermeisterin von Quirnbach. Bei der Direktwahl am 26. Mai 2019 wurde sie für weitere fünf Jahre in ihrem Amt bestätigt. Sie wurde im Juni 2024 wiedergewählt.
Körbels Vorgänger waren Hans Harth (Amtszeit 2004–2014) und Hugo Nicolai (1985–2004).

## Kultur

### Kulturdenkmäler
Vor Ort befinden sich insgesamt fünf Objekte, die unter Denkmalschutz stehen, darunter die vom Architekten Philipp Heinrich Hellermann entworfene protestantische Kirche.

### Natur
Mit der Linde in Quirnbach existiert im Gemeindegebiet ein Naturdenkmal.

## Wirtschaft und Infrastruktur

### Wirtschaft
Quirnbach ist überregional durch den alljährlich am zweiten Mittwoch im November stattfindenden Pferdemarkt bekannt. Er wird regelmäßig von 19.000 bis 30.000 Menschen besucht.

### Verkehr
Mitten durch den Ort führt die Landesstraße 352, die von Frohnhofen nach Glan-Münchweiler verläuft. Die Landesstraße 359 schafft außerdem eine Verbindung nach Rehweiler. Die Gemeinde wird von der Buslinie 282 der Omnibusverkehr Rhein-Nahe an das Nahverkehrsnetz angeschlossen; diese schafft eine Verbindung mit Gimsbach und Krottelbach.
Am Ort vorbei verläuft die B 423. Direkt im Nordosten befindet sich die A 62. Im nahen Glan-Münchweiler ist ein Bahnhof der Glantalbahn.

## Persönlichkeiten

### Söhne und Töchter der Gemeinde
- Karl Munzinger (1864–1937), evangelischer Pfarrer, Japan-Missionar und Buchautor

### Personen, die vor Ort gewirkt haben
- Von 1890 bis 1901 amtierte hier als ev. Pfarrer der historisch sehr interessierte Emil Müller (1864–1918).[8] Er verfasste 1896 das Buch „Aus der Geschichte des Dorfes Quirnbach“ und wurde 1901 nach Sausenheim bei Grünstadt versetzt. Hier gab er von 1902 bis 1915 die „Leininger Geschichtsblätter“ heraus und gründete 1903 den bis in die Gegenwart bestehenden Altertumsverein Grünstadt.